# Фредериктон
Фредериктон (енгл. Fredericton; фр. Fredericton) је град на југоистоку Канаде, уједно и главни град канадске провинције Њу Брансвик. Кроз град протиче река Сент Џон. 
По подацима из 2006. град је имао 50.535 становника, док је у ширем градском подручју живело 85.688 људи. 
Фредериктон је основан 1785. године. Године 1945. спојио се са суседним градом Девон. 

## Становништво
| 2001.  | 2006.  | 2011.  | 2016.  |
| ------ | ------ | ------ | ------ |
| 48.560 | 50.535 | 56.224 | 58.220 |

## Партнерски градови
- Gangnam District